# FourCC
Ein FourCC (für englisch Four Character Code) ist ein vier Byte langer Typbezeichner im Kopfdatenbereich einer Containerdatei oder darin enthaltener Untereinheiten (chunks) und gibt das Format des Inhaltes an. Beim Öffnen einer Containerdatei wird anhand dieser Information der Codec für die Dekomprimierung bzw. Anzeige der Daten ausgewählt.
Ein FourCC besteht aus vier ASCII-Zeichen, die mnemonisch auf die Bedeutung hinweisen. Zuerst verwendet wurden FourCCs im Interchange File Format (IFF) von Electronic Arts. Laut deren Dokumentation stammt die Idee dazu von Apple. Im Macintosh wurden FourCCs unter der Bezeichnung OSType (auch ResType) verwendet.
Anders als bei Dateinamenserweiterungen wird bei FourCCs zwischen Groß- und Kleinbuchstaben unterschieden. Das Leerzeichen ist erlaubt, um drei Zeichen lange Mnemonics aufzufüllen, zum Beispiel "AVI " für AVI-Dateien oder "fmt " für den Format-Chunk einer WAVE-Audiodatei. 
Für RIFF-Formate wird durch eine Registrierung der verwendeten FourCCs bei Microsoft erreicht, dass diese nur einmal verwendet werden. Microsoft veröffentlicht dazu eine Liste der registrierten Zeichenketten.